# Farhiyo Farah Ibrahim
Farhiyo Farah Ibrahim (somali: Farxiiyo Faarax Ibraahiim; àrab: العبارة فرح إبراهيم, al-ʿIbāra Faraḥ Ibrāhīm) és una activista social i intèrpret somali, defensora dels drets de les dones i la salut sexual.
Ibrahim va néixer entre 1982 i 1983 a Somàlia. Durant la Guerra civil que esclatà a principis dels anys noranta, el seu avi va ser assassinat per militants armats i la seva mare va ser atacada. Posteriorment es va traslladar a Kenya el 1992, visqué en un campament de refugiats de la UNCHR a Dadaab. Després d'acabar l'escola primària, Ibrahim va deixar els estudis per ajudar els seus familiars. Més tard, es va separar de la seva família després de negar-se a casar-se amb un home molt més gran que ella.
El 2002 va començar a treballar com a consellera de planificació familiar del Consell Nacional d'Esglésies de Kenya, promovent la prova del VIH-SIDA, així com l'ús d'anticonceptius, i fent campanya contra la mutilació genital femenina. La naturalesa del seu treball era una font permanent de tensió amb la seva família i, en general, amb la comunitat socialment conservadora de Somàlia, que considerava que era impròpia del seu entorn. Per la pressió, Ibrahim finalment va deixar la feina al NCCK (National Council of Churches a Kenya). Des del 2008 treballa com a intèrpret i és una activa defensora dels drets de les dones i les nenes.
El mateix 2008, Ibrahim va ser distingida amb el Premi Internacional Dona Coratge per les seves accions a favor de les dones.